# El despertar de Maria
El despertar de Maria (títol original en francès, Maria rêve) és una pel·lícula de comèdia romàntica francesa dirigida per Lauriane Escaffre i Yvonnick Muller, estrenada el 27 d'agost de 2022. S'ha doblat i subtitulat al català.

## Repartiment
- Karin Viard: Maria Rodrigues
- Grégory Gadebois: Hubert
- Philippe Uchan: Oratio Rodrigues
- Noée Abita: Naomie Hosseinzadeh
- Laurianne Escaffre: Florence Desnoyers
- Pauline Clément: Charlotte
- Yvo Muller: Hendrick Kofman
- Tania Dessources: Fatou
- Catherine Salée: Brigitte
- Samira Sedira: Karima
- Muriel Combeau: la neboda de la senyora Margoteau
- Tom Rivoire: estudiant gòtic
- Catherine Vidal: la professora de dibuix